# Beyond the Time Barrier
Beyond the Time Barrier (traduzione letterale "Al di là della barriera del tempo") è un film del 1960 diretto da Edgar G. Ulmer. È una storia fantascientifica basata sul viaggio nel tempo che descrive una distopia futura post apocalittica.

## Trama
Il pilota della US Air Force maggiore Bill Allison conduce con successo un velivolo sperimentale per il volo spaziale suborbitale, ma perde il contatto radio. Atterrato nella sua base aerea, essa appare abbandonata e sembra vecchia e inutilizzata. Nascostosi nel sottosuolo, vede una città futuribile all'orizzonte, dove viene reso incosciente e catturato dagli abitanti.
Allison scopre di essere entrato in un buco attraverso il tempo e di essere sbarcato nell'anno 2024, abitato dai sopravvissuti di una piaga cosmica che ha colpito la Terra a partire dal 1971. Gli abitanti della terra morente abitano in una città sotterranea chiamata La Cittadella. Sono guidati da un dittatore, il Supremo, e da sua nipote, la principessa Trirene, una giovane muta ma telepatica.
Contro di loro si lanciano i "fuoriusciti", violenti mutanti che cercano di uccidere tutti quelli che possono. Sono presenti anche altri viaggiatori del tempo accidentali, il capitano russo Markova, giunto dal 1973, il generale Kruse e il professor Bourman, che sono arrivati dal 1994 per sfuggire alla peste del tempo.

## Produzione
Il film fu prodotto dall'interprete principale Robert Clarke.

## Critica
Fantafilm scrive che si tratta di un'"opera minore di Edgar G. Ulmer, ma suggestiva nella rappresentazione di un cupo mondo futuro sotterraneo, fatto di cunicoli e anfratti simili a catacombe, che certamente ha ispirato un altro film degli anni '60 (The Time Travelers) e indicato la direzione a molti racconti del "dopo-bomba" di anni più recenti. Come in altre occasioni, Ulmer sa riscattarsi dalle ristrettezze di un esiguo budget coordinando con Meredith M. Nicholson una fotografia prevalentemente giocata sulle ombre a suggerire atmosfere inquietanti".